# Regla de la mano izquierda

Regla de la mano izquierda.
- Dedo índice: indica las líneas de flujo;
- Dedo pulgar: indica el movimiento del conductor;
- Dedo corazón: indica el sentido de la corriente.

Regla de la mano izquierda (forma alternativa).

La regla de la mano izquierda o regla de Fleming es una ley mnemotécnica utilizada en el electromagnetismo que determina el movimiento de un conductor que está inmerso en un campo magnético o el sentido en el que se genera la fuerza dentro de él.

## Funcionamiento
En un conductor que está dentro de un campo magnético perpendicular a él y por el cual se hace circular una corriente, se crea una fuerza cuyo sentido dependerá de cómo interactúen ambas magnitudes (corriente y campo). Esta fuerza que aparece como resultado se denomina fuerza de Lorentz. Para obtener el sentido de la fuerza, se toma el dedo índice de la mano (izquierda) apuntando a la dirección del campo magnético que interactúa con el conductor y con el dedo corazón se apunta en dirección a la corriente que circula por el conductor, formando un ángulo de 90 grados. De esta manera, el dedo pulgar determina el sentido de la fuerza que experimentará ese conductor.

### Convenciones
- La dirección de la fuerza mecánica apunta igual que el dedo.
- La dirección del campo magnético es de norte a sur.
- La corriente fluye en sentido convencional, es decir, de positivo a negativo.

### Partículas cargadas eléctricamente
También es útil para averiguar el sentido de la fuerza que el campo magnético ejerce sobre una partícula con carga eléctrica positiva que circula por el seno de dicho campo magnético, simplemente cambiando la dirección de corriente por la dirección de movimiento de la partícula, como indica la ilustración. Si se requiere saber la dirección de la fuerza de una partícula con carga negativa, debemos tomar como sentido de la fuerza el opuesto al que indica el dedo pulgar de la mano izquierda.